# 낭주중학교
낭주중학교(中學校)는 대한민국 전북특별자치도 부안군 부안읍 봉덕리에 있는 사립 중학교이다.

## 학교 연혁
- 1952년 5월 25일 : 재단법인 낭주학회 설립
- 1952년 5월 25일 : 초대 이사장 춘헌 이영일 선생 취임
- 1953년 4월 18일 : 초대 교장 은성갑 선생 취임
- 1953년 4월 25일 : 부안여자중학교 개교(선은리)
- 1966년 4월 11일 : 부안여자중학교 본관 현대식 건물 3층 증축
- 1974년 9월 1일 : 중·고 분리
- 1994년 8월 16일 : 부안여중 신축교사 이전(부안읍 교동1길 42)
- 2012년 11월 30일 : 별관 매화당 준공
- 2021년 5월 22일 : 제22대 이사장 신종만 선생 취임
- 2021년 12월 27일 : 예찬관 신축(4층)
- 2022년 2월 25일 : 급식소 신축
- 2022년 3월 1일 : 낭주중학교 교명 변경(남ㆍ녀공학 전환)
- 2023년 12월 29일 : 제71회 졸업식(총 졸업생 수 20,310명)
- 2024년 9월 1일 : 제17대 교장 임용태 선생 취임

## 참고 자료
- 낭주중학교 - 한국교육학술정보원 학교알리미